# Mucolongodijo
Mucolongodijo, também grafada como Mukolongodjo, é uma cidade e comuna angolana na província do Cunene, sede do município de Cuvelai.